# Dansk Melodi Grand Prix 2019
La quarantanovesima edizione del Dansk Melodi Grand Prix si è tenuta il 23 febbraio 2019 presso il Jyske Bank Boxen di Herning e ha selezionato il rappresentante della Danimarca all'Eurovision Song Contest 2019 di Tel Aviv.
La vincitrice è stata Leonora con Love Is Forever.
La compilation con le dieci canzoni partecipanti ha raggiunto l'8ª posizione nella classifica danese degli album.

## Organizzazione
La competizione è stata la 49ª edizione del Dansk Melodi Grand Prix, il concorso canoro danese che ha selezionato ogni singolo partecipante della Danimarca all'Eurovision Song Contest dal suo debutto nel 1957.
Come le passate edizioni è stato organizzato da Danmarks Radio (DR) presso il Jyske Bank Boxen di Herning (che ha già ospitato le edizioni 2013 e 2017).
L'evento è stato presentato dal cantante Johannes Nymark (vincitore nel 2016 come parte del gruppo Lighthouse X) e Kristian Gintberg.

## Partecipanti
La lista in ordine alfabetico dei partecipanti annunciati dall'emittente il 31 gennaio 2019:
| Artista         | Titolo                       | Traduzione                    | Compositori                                                                                |
| --------------- | ---------------------------- | ----------------------------- | ------------------------------------------------------------------------------------------ |
| Humørekspressen | Dronning af baren            | Regina del bar                | Christian Kroman, Søren Schou, Chang Il Kim e Peter Lützen                                 |
| Jasmin Gabay    | Kiss Like This               | Bacia così                    | Lise Cabble, Clara Sofie e Fredrik Sonefors                                                |
| Julie & Nina    | League of Light              | Lega di luce                  | Julie Berthelsen, Nina Kreutzmann Jørgensen, Marcus Winther-John e Joachim Ersgaard        |
| Leeloo          | That Vibe                    | Quella vibrazione             | Laurell Barker, Ludvig Hilarius Brygmann e Maria Marcus                                    |
| Leonora         | Love Is Forever              | Amore è per sempre            | Lise Cabble, Melanie Wehbe e Emil Lei                                                      |
| Marie Isabell   | Dancing with You in My Heart | Danzando con te nel mio cuore | Greg Curtis, Miguel Garcia, Petrus Wessman e John Ballard                                  |
| Rasmus Faartoft | Hold My Breath               | Trattenere il mio respiro     | Martin Skriver, Tim Schou, Thomas Agerholm, Sebastian Owens, Benjamin Rønn e Marcus Elkjer |
| Sigmund         | Say My Name                  | Dì il mio nome                | Christoffer Stjerne e Abigail Jones                                                        |
| Simone Emilie   | Anywhere                     | Dovunque                      | Jeanette Bonde, Fred Miller e Fredrik Sonefors                                             |
| Teit Samsø      | Step It Up                   | Aumentarlo                    | Christoffer Stjerne, Lise Cabble e Nanna Larsen                                            |

## Finale
| #  | Artista         | Titolo                       |
| -- | --------------- | ---------------------------- |
| 1  | Simone Emilie   | Anywhere                     |
| 2  | Jasmin Gabay    | Kiss Like This               |
| 3  | Rasmus Faartoft | Hold My Breath               |
| 4  | Marie Isabell   | Dancing with You in My Heart |
| 5  | Sigmund         | Say My Name                  |
| 6  | Humørekspressen | Dronning af baren            |
| 7  | Julie & Nina    | League of Light              |
| 8  | Teit Samsø      | Step It Up                   |
| 9  | Leonora         | Love Is Forever              |
| 10 | Leeloo          | That Vibe                    |

### Superfinale
| Artista      | Titolo          | Punteggio | Posizione |
| ------------ | --------------- | --------- | --------- |
| Sigmund      | Say My Name     | 23%       | 3         |
| Julie & Nina | League of Light | 35%       | 2         |
| Leonora      | Love Is Forever | 42%       | 1         |

## All'Eurovision Song Contest
La Danimarca si è esibita 7ª nella seconda semifinale del 16 maggio 2019, qualificandosi per la finale.

### Giuria
La giuria danese per l'Eurovision Song Contest 2019 è composta da:
- Henrik Milling, conduttore radiofonico e DJ danese
- Anders Bisgaard, conduttore radiofonico danese
- Katinka Buchwald Bjerregaard, cantautrice danese
- Julie Berthelsen, cantante groenlandese
- Johnny Reimar, cantautore danese